# Луїно
Луїно (італ. Luino) — муніципалітет в Італії, у регіоні Ломбардія, провінція Варезе.
Луїно розташоване на відстані близько 550 км на північний захід від Рима, 70 км на північний захід від Мілана, 22 км на північ від Варезе.
Населення — 14 833 особи (2014).

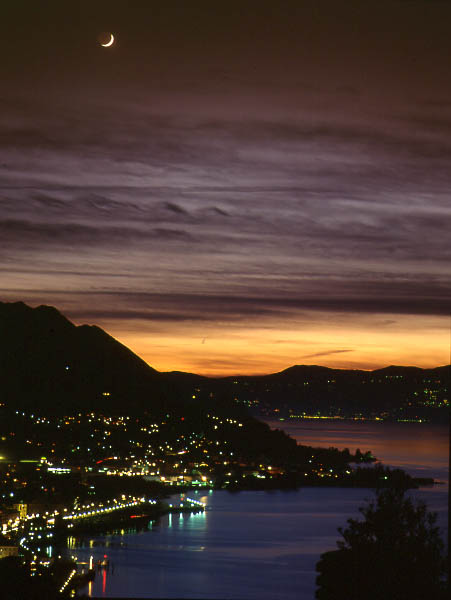

Щорічний фестиваль відбувається 29 червня. Покровитель — святий Петро.

## Демографія
Населення за роками:

Станом на 1 січня 2023 року в муніципалітеті офіційно проживало 1112 іноземців з 71 країни, серед них 269 громадян країн Євросоюзу та 113 громадян України.

## Сусідні муніципалітети
- Агра
- Бриссаго-Вальтравалья
- Каннеро-Рив'єра
- Каннобіо
- Кременага
- Думенца
- Джерміньяга
- Макканьо-кон-Піно-е-Веддаска
- Монтеджо
- Монтегрино-Вальтравалья

## Відомі люди
- Джованні Батіста Феррарі (1851—1905, Станиславів, нині Івано-Франківськ, Україна) — італійський інженер, архітектор, який проживав і працював у Галичині.[5]